# Сигурносна игла
Сигурносна игла (такође: зихернадла или зихерица, спуча; спучаница; закачка; шпиљка) је прибор широке намене сличан спајалици, рајснадли и игли за кравату. Простог је механизма, а намењена спајању неповезаних материјала. Изумљена је средином деветнаестог века, док су алати слични њој коришћени у античкој Грчкој. Употребљава се и као амајлија.

## Опште одлике
Сигурносну иглу чини прост механизам базиран на систему опруге са једне и копче или шнале са друге стране. На њој се разликују оштри (игла), механички (опруга) и заштитни део (капица насупрот опруге). Копча има две сврхе — да образује затворену петљу и тиме правилно причврсти иглу за циљни материјал, као и да заштитном капицом покрије крај игле, како се особа која долази у додир са привезаним материјалом не би повредила. Опруга омогућује причвршћивање и скидање сигурносне игле.
Спучанице се најчешће употребљавају како би се повезали делови тканине или одеће, сукања, панталона, или као замена за дугмад и рајсфершлусе. Својевремено су биле најраспрострањенији прибор са причвршћивање пелена, док су заштитне капице спречавале евентуалне убоде и повреде код беба. Тркачи њима за мајице каче сопствени идентификациони број.
Такође се користе и као закрпе за покидану или оштећену одећу, као аксесоар, накит или алат за причвршћивање беџева, апликација или свадбених цветова на одело. Користе се и као минђуше, ланчићи, наруквице, па и причвршћивач за грудњак. Сигурносне игле и слични предмети могу послужити и за неутралисање статичког електрицитета у проблематичној одећи, те тако спречити њено припијање уз тело. Део су и једног ритуала приликом којег млада девојка иде до оближњег извора и овај предмет спушта у воду. Уколико спучаница плута на површини, то је знак да ће се девојка удати текуће године. Уколико потоне, младожење неће бити скоро. Неколико светски познатих уметника на воћу црта портрете и друге облике помоћу овог алата.
Сигурносне игле се праве од разних материјала, а главно је то да материјал мора бити тврд, како би игра пробила тканину и друге меке материјале. Обично су у питању легуре метала (месинг, на пример), док се најквалитетније варијанте праве од нерђајућег челика и племенитих метала (злато, сребро). Постоје верзије посебно намењене за једну сврху. Производе се у разним бојама, облицима и величинама. У домаћој радиности се праве изменом спајалица или од прȁвē жице.

## Историја
За први предмет налик данашњој сигурносној игли сматра се фибула, брош који су изумели и носили становници микенске Грчке и Сицилије, цивилизација бронзаног доба. Услед ограничене прецизности археолошких матода у вези са предметима из тог периода, није прецизно познат век изума овог броша, те се он процењује на период између четрнаестог и тринаестог века пре нове ере. Фибуле се сматрају претечама савремених зихерица првенствено због истоветне употребе. Ипак, познато је и да су имале озбиљних недостатака. Нису имале никакав механизам, па их је било веома тешко и болно користити. Неупоредиво су биле веће и често су спадале. С временом, услед наведених недостатака, престало се са њиховом употребом.
Механичар из Њујорка Волтер Хант сматра се изумитељем савремених сигурносних игли. Његов патент имао је механизма истоветан оном данашњих примерака овог алата. Изум је настао веома спонтано. Наиме, размишљајући како да врати дуг од петнаест америчких долара (што би према данашњој економској ситуацији било око 355$), Хант је међу прстима савијао комад жице. После вишечасовног окретања и насумичног обликовања, погледао је у жичани склоп у својим рукама и схватио да би могао бити погодан за свакодневну употребу.
Изум је патентиран 10. априла 1849, а затим за четиристо долара продат човеку коме је Волтер дуговао, власнику компаније В. Р. Грејс и остали. У питању је био амерички патент број 6281, док је откупна сума еквивалент око 10.000 савремених долара. Хант је умро 8. јуна 1859. и није доживео популарност свог изума, од које ионако ништа не би ни зарадио, јер је свој патент продао. У деветнаестом и двадесетом веку, спучанице су прављене од разних метала и у најразличитијим величинама. Биле су изузетно популарне, а на сукње и хаљине качиле су се као модни детаљ. Притом су, сем од простих и јефтиних легура, прављене и од скупоцених материјала попут злата, али и украшаване вредним накитом. Иако просте, сигурносне игле се и данас често користе и налази готово у сваком домаћинству.
У данашње време, производња сигурносних игала је у потпуности аутоматизована. Развијене си машине које их израђују у неколико корака, што је заменило велики број радника, али и значајно побољшало и убрзало сам процес. Могуће је направити преко три милиона артикала по погону за један дан, што је око милијарду годишње. У свету постоје бројне фабрике овог типа, а у САД само две. Продаја индустријских зихернадли у појединим државама није тешка. У Индији, на пример, игле и слични предмети веома се вреднују и преносе са генерације на генерацију, те је то тржиште веома погодно за продају оваквих производа.

## Занимљивости
Током успона панк-рока касних седамдесетих година двадесетог века, сигурносне игле су постале део поткултуре, првенствено као модни детаљ. Није јасан настанак ове употребе, али као неки од познатих панкера који заговарају њихово коришћење јесу Ричард Хел и Џони Ротен. Међутим, други напомиње да у употреби овог алата види само прагматични значај. Познато је да данас многи љубитељи панка из Уједињеног Краљевства користе овај предмет као украс на гардероби, пирсинг и у друге сврхе, које немају много везе са изворном наменом. Стога није редак случај да савремени британски медији зихерице повезују са супкултуром панка.
Према британским новинама „Експрес“, на списку одобрених патената Европске канцеларије за патенте у току 2013. године налазило се 755 изума са појмом „сигурносна игла“ у називу. Према истом извору, сто и три особе у Уједињеном Краљевству хоспитализоване су због повреда насталих овим прадметом. Британско министарство здравља прописује најмање шест зихернадли у кутији за прву помоћ. Звезде попут Лејди Гаге и Елизабет Херли носе хаљине са овим предметом.